# 쇠심
쇠심은 소의 힘줄이다. 소심, 쇠심줄, 우근(牛筋) 등으로도 부른다. 음식으로 먹기도 하며, 전통 활인 각궁을 만들 때도 쓰인다.

## 같이 보기
- 힘줄 (음식)
- 뉴진몐